# Onde corte

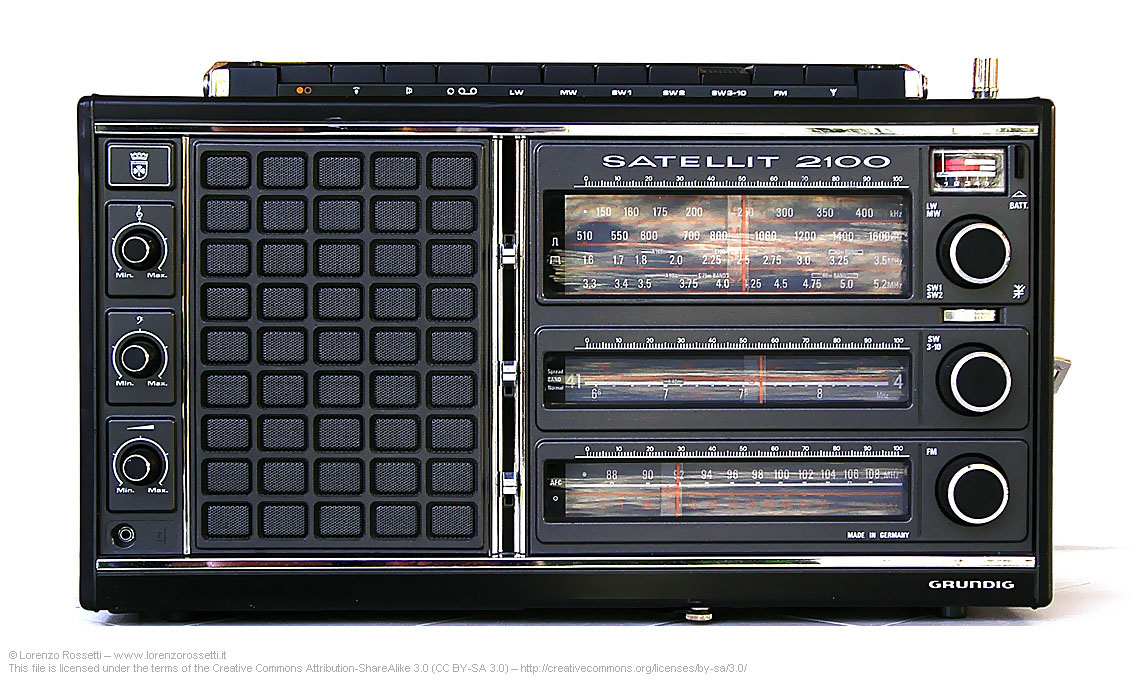
Ricevitore a transistor multibanda costruito all'inizio degli anni '70 (Grundig Satellit 2100)

Le onde corte (abbreviato in SW, dell'inglese shortwave o HF acronimo di high frequency) coprono lo spettro di frequenza che spazia da 3 MHz a 30 MHz, corrispondente alla gamma di lunghezza d'onda da 100 a 10 m.
A differenza di altri spettri di frequenza nel campo radio, le onde corte permettono, con poca potenza, di effettuare collegamenti a lunghissima distanza, nonostante la curvatura della Terra. Infatti questo intervallo di frequenze viene riflesso verso la superficie terrestre dagli strati ionizzati presenti a varie altezze nell'atmosfera, scoperti da Edward Victor Appleton. La ionizzazione dei gas atmosferici è causata dal vento solare, che con periodicità di circa 11 anni, ha dei massimi molto pronunciati rispetto a dei minimi molto bassi.
Durante la fase di massimo di ogni ciclo, gli strati riflettenti della ionosfera sono attivi anche di notte, permettendo facilmente comunicazioni a grandissima distanza con basse potenze.
La ionosfera nella sua parte inferiore, dai 40 ai 300 km è divisibile in tre strati riflettenti:
- Strato D, fino a 90 km d'altezza, attivo attorno alle ore centrali del giorno
- Strato E, tra i 90 ed i 120 km d'altezza, ha un massimo di attività durante i mesi estivi
- Strato F, oltre i 130 km d'altezza, durante il giorno questo strato si suddivide in sottostrati (F1 ed F2)

## Usi
Nell'ambito dell'ampia banda disponibile, esistono vari tipi di applicazione per i segnali a queste frequenze.
Vengono particolarmente usate in campo radioamatoriale (1,8-30 MHz).
Le onde corte sono utilizzate per esempio nelle comunicazioni aeronautiche a lunga distanza, o oceaniche grazie alla lunga portata consentita dalla riflessione del segnale negli strati alti dell'atmosfera. Tuttavia questa banda è sensibile a disturbi esterni ed è molto poco chiara, quindi per le comunicazioni a breve distanza si preferiscono le frequenze UHF e VHF.
Questa banda viene anche utilizzata per le trasmissioni intercontinentali in codice Morse.

### Radiodiffusione internazionale
Le trasmissioni radiofoniche internazionali su onde decametriche avvengono su 14 bande di onde corte. Le stazioni operano in modulazione di ampiezza con potenze, in genere, fino a 500 kW, rare sono le stazioni che trasmettono in SSB. Le trasmissioni digitali avvengono in DRM. La Conferenza Mondiale delle Radiocomunicazioni del 1997 (WRC-97) ha allocato le seguenti bande per la radiodiffusione internazionale:
| Banda | Frequenza         | Note |
| ----- | ----------------- | --- |
| 120 m | 2 300–2 495 kHz   | Banda tropicale, segnali orari sui 2 500 kHz. Nonostante sia inclusa nelle onde corte fa parte delle MF. |
| 90 m  | 3 200–3 400 kHz   | Banda tropicale. |
| 75 m  | 3 900–4 000 kHz   | Usata soprattutto nell'emisfero orientale. Condivisa con la banda amatoriale americana degli 80 metri. |
| 60 m  | 4 750–5 060 kHz   | Banda tropicale, buona propagazione notturna. Segnali orari sui 5 000 kHz. |
| 49 m  | 5 900–6 200 kHz   | Buona banda notturna per tutto l'anno; scarsa propagazione diurna. |
| 41 m  | 7 200–7 450 kHz   | Variabile in base alla zona; buona propagazione notturna. Secondo le decisioni della WRC-03, nelle regioni ITU 1 e 3, il segmento 7 100 — 7 200 kHz è assegnato al servizio di radioamatore con statuto primario. |
| 31 m  | 9 400–9 900 kHz   | La banda più utilizzata. Propagazione notturna buona durante tutto l'anno; quella diurna variabile stagionalmente ma migliore durante l'inverno. Segnali di tempo intorno ai 10 MHz.                              |
| 25 m  | 11 600–12 100 kHz | Solitamente migliore in estate e negli orari intorno al tramonto. |
| 22 m  | 13 570–13 870 kHz | Usata soprattutto in Eurasia. Simile alla banda dei 19 m; migliore in estate. |
| 19 m  | 15 100–15 800 kHz | Buona propagazione diurna, propagazione notturna variabile; migliore in estate. Segnali orari sui 15 MHz. |
| 16 m  | 17 480–17 900 kHz | Buona propagazione diurna, propagazione notturna variabile; migliore in estate. |
| 15 m  | 18 900–19 020 kHz | Scarsamente utilizzata; in futuro potrebbe diventare una banda per il DRM. |
| 13 m  | 21 450–21 850 kHz | Propagazione diurna irregolare, con una propagazione notturna molto scarsa. Simile agli 11 metri. |
| 11 m  | 25 600–26 100 kHz | Scarsamente utilizzata. Propagazione notturna inesistente (se non localmente per onde di terra), propagazione diurna variabile in base all'attività solare.                                                       |

La maggior parte delle emittenti internazionali ad Onde Corte introducono le loro trasmissioni facendosi identificare da una breve melodia (Radio Interval Signal) ripetuta ad libitum, dando così il tempo all'ascoltatore di sintonizzare l'apparecchio sulla stazione desiderata con relativa facilità.

### In Italia
In Italia la programmazione in onde corte è stata esercitata dalla Rai, grazie ai trasmettitori di Prato Smeraldo, spenti nel 2007, anno che ha segnato la fine delle trasmissioni radiofoniche su questa banda da parte dell'azienda radiotelevisiva italiana. Gli impianti sono stati in seguito in parte ceduti alla Radio Vaticana pochi anni dopo, con il rimanente definitivamente smantellato nel 2013.